# 小行星3839
小行星3839（3839 Bogaevskij）是一颗绕太阳运转的小行星，为主小行星带小行星。该小行星于1971年7月26日发现。

## 轨道参数
小行星3839的轨道半长轴为2.4502639 AU，离心率为0.183。